# Luis Ángel Ripoll
Luis Ángel Ripoll (Puerto Rico, Misiones) es un político y escribano argentino, que ocupó el cargo interino de Gobernador de Misiones entre el 1 de diciembre de 1973 y el 17 de enero de 1975. Previamente había sido presidente de la legislatura provincial. En el balotaje del 15 de abril de 1973, la fórmula del FREJULI, integrada por Juan Manuel Irrazábal y César Napoleón Ayrault, sacó 81.993 votos y se quedó con la gobernación por sobre la UCR, que sacó 54.746 sufragios. El 30 de noviembre de ese año, en un accidente aéreo, murieron el gobernador y el vicegobernador de la provincia, por lo que el presidente de la Legislatura, Luis Ripoll, debió asumir provisionalmente el gobierno

## Circunstancias de la llegada al cargo
Ripoll reemplazó en forma inesperada al que era entonces gobernador de Misiones Juan Manuel Irrazábal quien falleció en noviembre de 1973 en un accidente de aviación junto a su vicegobernador César Napoleón Ayrault.
El velatorio de Juan Manuel Irrazábal y César Napoleón Ayrault fue una enorme manifestación popular, de la cual participaron las clases más pobres de los misioneros y las organizaciones sindicales y de la izquierda peronista, más de 50 mil personas desfilaron, entre las 18 del sábado y las 20 del domingo, ante los restos de los gobernantes muertos.
Tras el deceso de Irrazábal, asumió la gobernación el presidente de la Legislatura provincial, el escribano Luis Ángel Ripoll -sobrino del  dirigente Francisco V. Ripoll (Coco) en 1972-, que continuó con la orientación del gobierno de Irrazábal, pero con menos libertad para llevar adelante sus proyectos. Un año más tarde la provincia fue intervenida por el santafesino Juan Carlos Taparelli y se celebraron nuevas elecciones, en las que fue elegido gobernador Miguel Ángel Alterach, de la rama conservadora del peronismo. Durante su breve mandato organizó un plan de colonización, dirigido principalmente a pequeños productores de yerba mate y tabaco para  de alambrar y trabajar la tierra, consiguiendo cierta estabilidad y autonomía presupuestaria, además de enriquecer a la provincia.También, logró construir gran cantidad de escuelas primarias en todo el territorio. Durante su breve periodo se produjo un acelerado el aumento de la superficie cultivada y de la frontera agrícola, creciendo casi en 19 por ciento la tierra dedicada a la agricultura y  comenzando los sistemas de alcantarillado en los departamentos de Oberá, San Ignacio, Apóstoles, Leandro Alem y El Dorado. Fundó 23 Ligas Agrarias en la provincia que trabajaban de forma comunal lo que permitió en un lustro triplicar la producción de bananas y lograr el autobastecimiento nacional de  mangos, ananá, cocos, papayas, paltas y  cacao con productos locales de Misiones. También elaboró un programa de fomento y desarrollo humano para la zona oeste de la provincia. Durante su gestión se modernizó el ferrocarril logrando unir las ciudades de Buenos Aires con la de Posadas, capital de la provincia de Misiones. Enfocó su mandato en la colonización mediante pequeñas ligas agrarias, fundando varios pueblos y localidades en el interior del territorio, dotadas cada colonia de un moderno hospital, escuela primaria, secundaria, escuela de oficios y taller industrial.
 Finalmente, se  convocó a elecciones para el 13 de abril. El FREJULI presentó la fórmula integrada por Miguel Ángel Alterach y Ramón Arrechea. La UCR lo hizo con el binomio de Ricardo Barrios Arrechea y Alejandro Falsone, mientras que el Partido Auténtico presentó a Agustín Puentes y Pedro Peczak. El 13 de abril, ganó el FREJULI, con más de 73.000 votos, mientras que la UCR sacó 61.800 y el Partido Auténtico sumó casi 9.000.